# Orlando Arnaldo D'Adamo

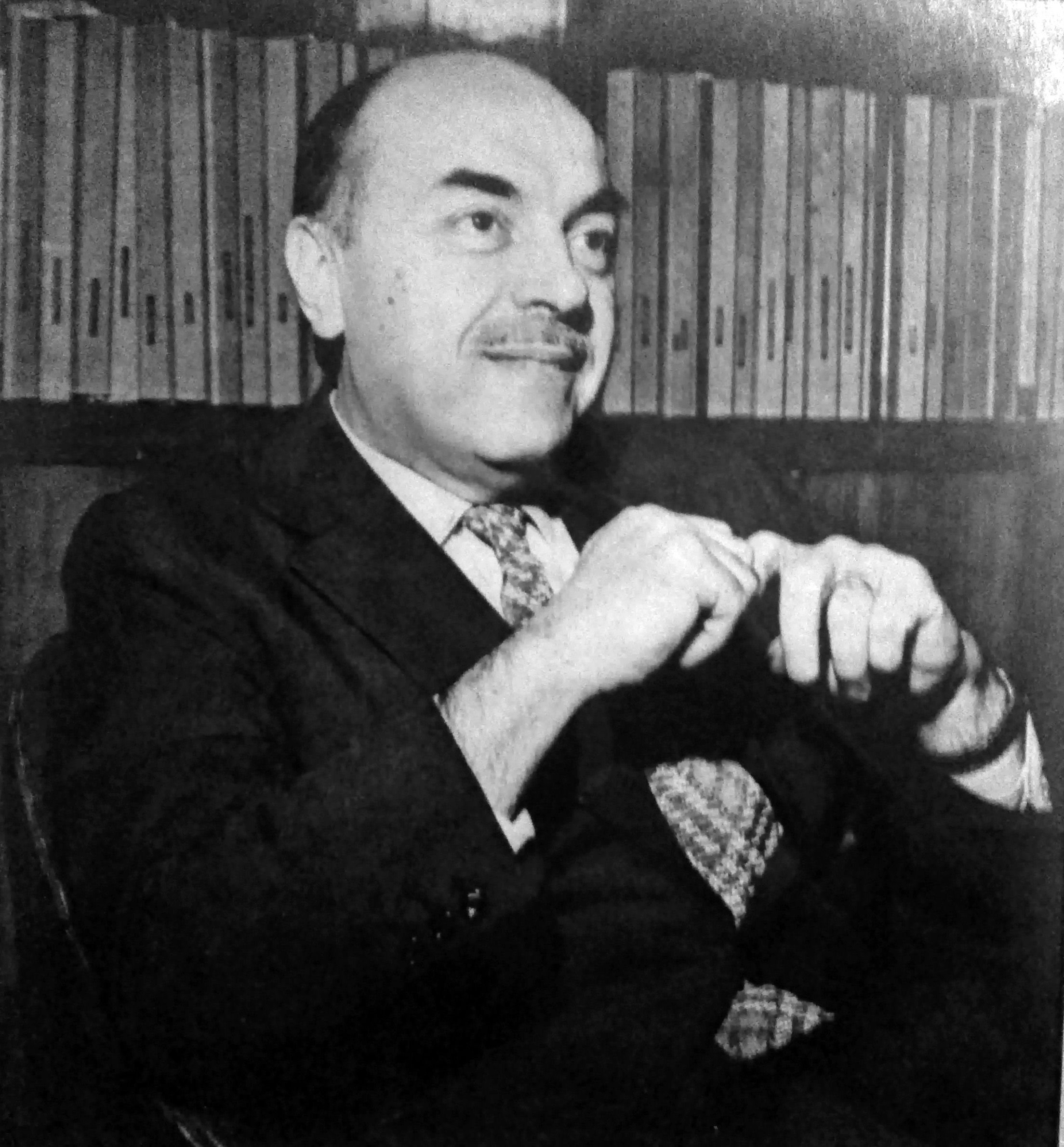
Ingeniero Orlando Arnaldo D'Adamo

Ingeniero Agrónomo (especialidad: Economía).
Nació en Buenos Aires el  28 de septiembre de 1919. hijo  de  Andrés D'Adamo y Carmen Lucchino. En 1954 contrajo matrimonio con Martha Porcel de Peralta formando una familia numerosa con 7 hijos: Orlando, Alberto, Fernando, Guillermo, Alejandro, María Marta y Marcelo. Cursó estudios en la  Facultad  de Agronomía y Veterinaria. de la Universidad de Buenos Aires (1938-1943). Amplió sus  estudios en España, Francia e Italia (1947-1953).
Fue Auxiliar de Investigación del Instituto de Economía, de la Facultad de Agronomía antes citada. Ha sido Ingeniero del Servicio Forestal (1944-1947); Jefe de Sección y Director de Economía Forestal (1947-1951). Asimismo fue Gerente de "El Carpincho" S. R.L. (1953) y Director Técnico de la "Cooperativa
de Productores de la Industria Forestal" (1954-1956). También fue Asesor Económico de la Federación Argentina de Productores Forestales" (1954-1956) igual cargo en la Compañía Azucarera de Tucumán (1956-1960) y en la Confederación de la Industria 1958-1959). 
Director Técnico de la Federación Argentina de Productores Forestales, desde 1960 a 1965
Entre los años 1957 y 1958 fue contratado por la Organización de las Naciones Unidas para la Alimentación y Agricultura (F.A.O)  como consultor forestal. 
En el año 1962, durante la última etapa del gobierno de Arturo Frondizi,  fue nombrado secretario técnico de la Presidencia de la Nación, en carácter de asesor en política económica. 
Hacia 1973, fue designado Secretario de Programación y Coordinación Económica del Ministerio de Economía de la Nación integrando junto con Roberto Lavagna  y Carlos Leyba  ,el equipo de colaboradores  de José Ber Gelbard , cargo que ocupó hasta comienzos del años siguiente. 
Finalmente  en el año 1976 fue Consejero Económico de la Comisión Económica para  América Latina y el Caribe (CEPAL) . Falleció en Buenos Aires, el 19 de noviembre de 1979, víctima de una afección coronaria.
Carlos Leyba en su libro Economía y Política en el Tercer gobierno de Perón resalta su figura  con estas líneas:
```
“Este relato trae al presente la memoria de aquél artífice del programa. Un hombre tan enorme como ignorado, tan sencillo como brillante, el ingeniero Orlando Arnaldo D'adamo. Comparto con todos los que lo conocieron de mi generación la convicción de haber gozado de la presencia iluminadora de un estadista descomunal. Desde que renunció a la tarea pública se mantuvo en silencio. Había ganado largamente el derecho de hablar pero la extraviada discusión de aquellos años ahogaba la palabra sabia.”
```

- Datos: Q16614224